# Đại dịch COVID-19 tại Tanzania
Đại dịch COVID-19 được xác nhận xuất hiện tại Tanzania vào tháng 3 năm 2020.
Các nhà chức trách đã ngừng báo cáo số ca nhiễm vào tháng 5 năm 2020 sau khi Tổng thống John Magufuli cáo buộc rằng phòng thí nghiệm quốc gia đã trả về kết quả dương tính giả. Kể từ đó, Tanzania đã trở thành một trong số ít quốc gia trên thế giới không công bố dữ liệu lây nhiễm COVID-19, các quốc gia khác không công bố bao gồm Triều Tiên và Turkmenistan.
Tính đến ngày 30 tháng 12 năm 2023, Tanzania ghi nhận 43,223 trường hợp nhiễm COVID-19 và 846 trường hợp tử vong.

## Bối cảnh
Vào ngày 12 tháng 1 năm 2020, Tổ chức Y tế Thế giới (WHO) xác nhận rằng coronavirus mới là nguyên nhân gây ra bệnh đường hô hấp ở một nhóm người ở thành phố Vũ Hán, tỉnh Hồ Bắc, Trung Quốc và đã được báo cáo cho WHO vào ngày 31 tháng 12 năm 2019.
Tỷ lệ ca tử vong đối với COVID-19 thấp hơn nhiều so với đại dịch SARS năm 2003, nhưng tốc độ truyền bệnh cao hơn đáng kể cùng với tổng số người chết cũng đáng kể.
Vào tháng 5 năm 2020, Fatma Karume, một nhà hoạt động nhân quyền, cho biết chính quyền không khuyến khích người dân đến bệnh viện để tránh bị hỗn loạn nhưng họ không đưa ra hướng dẫn đầy đủ về virus. Karume nói: "Khi bạn đang làm mất quyền lực của cả một quốc gia bằng cách giữ kín thông tin và tạo ra sự nghi ngờ về cách họ nên ứng phó với cuộc khủng hoảng, kết quả có thể rất thảm khốc."
Tin tức liên quan đến COVID-19 được kiểm duyệt là thông tin sai lệch. Việc phát tán thông tin không phải của chính phủ bị coi là tội hình sự. Chính phủ đã công bố danh sách những người đủ tiêu chuẩn để giáo dục công chúng về COVID-19 và chỉ đạo rằng tất cả các phương tiện truyền thông chỉ lấy thông tin từ những người có trong danh sách. Nhiều cá nhân đã bị bắt và bị phạt vì phát tán thông tin về COVID-19. Sự thiếu minh bạch và các hạn chế về quyền tự do đã thu hút sự chỉ trích từ Phóng viên không biên giới.

## Dòng thời gian
| COVID-19 tại Tanzania () Tử vong Hồi phục Đang điều trị 20202021Thg 3Thg 4Thg 5Thg 6Thg 7Thg 8Thg 9Thg 10Thg 11Thg 12Thg 1Thg 2Thg 3Thg 4Thg 5Thg 6Thg 7Thg 8Thg 9Thg 1015 ngày gần nhất15 ngày gần nhất | COVID-19 tại Tanzania () Tử vong Hồi phục Đang điều trị 20202021Thg 3Thg 4Thg 5Thg 6Thg 7Thg 8Thg 9Thg 10Thg 11Thg 12Thg 1Thg 2Thg 3Thg 4Thg 5Thg 6Thg 7Thg 8Thg 9Thg 1015 ngày gần nhất15 ngày gần nhất | COVID-19 tại Tanzania () Tử vong Hồi phục Đang điều trị 20202021Thg 3Thg 4Thg 5Thg 6Thg 7Thg 8Thg 9Thg 10Thg 11Thg 12Thg 1Thg 2Thg 3Thg 4Thg 5Thg 6Thg 7Thg 8Thg 9Thg 1015 ngày gần nhất15 ngày gần nhất | COVID-19 tại Tanzania () Tử vong Hồi phục Đang điều trị 20202021Thg 3Thg 4Thg 5Thg 6Thg 7Thg 8Thg 9Thg 10Thg 11Thg 12Thg 1Thg 2Thg 3Thg 4Thg 5Thg 6Thg 7Thg 8Thg 9Thg 1015 ngày gần nhất15 ngày gần nhất | COVID-19 tại Tanzania () Tử vong Hồi phục Đang điều trị 20202021Thg 3Thg 4Thg 5Thg 6Thg 7Thg 8Thg 9Thg 10Thg 11Thg 12Thg 1Thg 2Thg 3Thg 4Thg 5Thg 6Thg 7Thg 8Thg 9Thg 1015 ngày gần nhất15 ngày gần nhất |
| --- | --- | --- | --- | --- |
| Ngày | Ngày | | Ca nhiễm | Tử vong |
| 2020-03-16 | 2020-03-16 | | 1(n.a.) | |
| 2020-03-17 | 2020-03-17 | | 1(=) | |
| 2020-03-18 | 2020-03-18 | | 3(+200%) | |
| 2020-03-19 | 2020-03-19 | | 6(+100%) | |
| ⋮ | ⋮ | | 6(=) | |
| 2020-03-22 | 2020-03-22 | | 12(+100%) | |
| ⋮ | ⋮ | | 12(=) | |
| 2020-03-25 | 2020-03-25 | | 13(+8,3%) | |
| ⋮ | ⋮ | | 13(=) | |
| 2020-03-28 | 2020-03-28 | | 14(+7,7%) | |
| 2020-03-29 | 2020-03-29 | | 14(=) | |
| 2020-03-30 | 2020-03-30 | | 19(+36%) | |
| 2020-03-31 | 2020-03-31 | | 19(=) | 1(n.a.) |
| 2020-04-01 | 2020-04-01 | | 20(+5,3%) | 1(=) |
| 2020-04-02 | 2020-04-02 | | 20(=) | 1(=) |
| 2020-04-03 | 2020-04-03 | | 20(=) | 1(=) |
| 2020-04-04 | 2020-04-04 | | 20(=) | 1(=) |
| 2020-04-05 | 2020-04-05 | | 22(+10%) | 1(=) |
| 2020-04-06 | 2020-04-06 | | 24(+9,1%) | 1(=) |
| 2020-04-07 | 2020-04-07 | | 24(=) | 1(=) |
| 2020-04-08 | 2020-04-08 | | 25(+4,2%) | 1(=) |
| 2020-04-09 | 2020-04-09 | | 25(=) | 1(=) |
| 2020-04-10 | 2020-04-10 | | 32(+28%) | 3(+200%) |
| ⋮ | ⋮ | | 32(=) | 3(=) |
| 2020-04-13 | 2020-04-13 | | 49(+53%) | 3(=) |
| 2020-04-14 | 2020-04-14 | | 53(+8,2%) | 3(=) |
| 2020-04-15 | 2020-04-15 | | 88(+66%) | 4(+33%) |
| 2020-04-16 | 2020-04-16 | | 94(+6,8%) | 4(=) |
| 2020-04-17 | 2020-04-17 | | 147(+56%) | 5(+25%) |
| 2020-04-18 | 2020-04-18 | | 147(=) | 5(=) |
| 2020-04-19 | 2020-04-19 | | 170(+16%) | 7(+40%) |
| 2020-04-20 | 2020-04-20 | | 254(+49%) | 10(+43%) |
| 2020-04-21 | 2020-04-21 | | 254(=) | 10(=) |
| 2020-04-22 | 2020-04-22 | | 284(+12%) | 10(=) |
| 2020-04-23 | 2020-04-23 | | 284(=) | 10(=) |
| 2020-04-24 | 2020-04-24 | | 299(+5,3%) | 10(=) |
| ⋮ | ⋮ | | 299(=) | 10(=) |
| 2020-04-29 | 2020-04-29 | | 480(+61%) | 16(+60%) |
| ⋮ | ⋮ | | 480(=) | 16(=) |
| 2020-05-14 | 2020-05-14 | | 509(+6%) | 21(+31%) |
| ⋮ | | | | |
| 2021-06-28 | 2021-06-28 | | 609(n.a.) | 21(n.a.) |
| ⋮ | | | | |
| 2021-07-10 | 2021-07-10 | | 1.017(n.a.) | 21(n.a.) |
| ⋮ | | | | |
| 2021-07-24 | 2021-07-24 | | 1.193(n.a.) | 29(n.a.) |
| ⋮ | | | | |
| 2021-08-10 | 2021-08-10 | | 16.970(n.a.) | 29(n.a.) |
| ⋮ | | | | |
| 2021-08-17 | 2021-08-17 | | 16.970(n.a.) | 50(n.a.) |
| ⋮ | | | | |
| 2021-09-28 | 2021-09-28 | | 25.647(n.a.) | 714(n.a.) |
| ⋮ | | | | |
| 2021-10-05 | 2021-10-05 | | 25.846(n.a.) | 719(n.a.) |
| ⋮ | | | | |
| 2021-10-12 | 2021-10-12 | | 25.957(n.a.) | 723(n.a.) |
| ⋮ | | | | |
| 2021-10-19 | 2021-10-19 | | 26.034(n.a.) | 724(n.a.) |
| ⋮ | | | | |
| 2021-10-31 | 2021-10-31 | | 26.154(n.a.) | 725(n.a.) |
| Nguồn: Các nguồn tin tức khác nhau và các trang web của bộ y tế tiểu bang. Xem Dòng thời gian để biết các nguồn.                                                                                         | | | | |

### Tháng 3 năm 2020
Vào ngày 16 tháng 3, trường hợp đầu tiên ở Tanzania đã được xác nhận ở Arusha. Đó là một người Tanzania 46 tuổi từ Bỉ trở về Arusha.
Vào ngày 17 tháng 3, Thủ tướng Kassim Majaliwa đã công bố một loạt các biện pháp, bao gồm cả việc đóng cửa các trường học.
Vào ngày 18 tháng 3, 2 trường hợp khác ở Tanzania đã được báo cáo.
Vào ngày 19 tháng 3, hai trường hợp mới đã được báo cáo, nâng tổng số lên 6 trường hợp. 5 trường hợp tại thủ đô Dar es Salaam và 1 trường hợp khác ở Zanzibar.
Vào ngày 22 tháng 3, số trường hợp đã tăng lên 12.
Vào ngày 23 tháng 3, Chính phủ thông báo rằng tất cả khách du lịch đến từ các quốc gia bị ảnh hưởng bởi COVID sẽ được đưa vào diện cách ly có tính phí trong 14 ngày.
Vào ngày 25 tháng 3, có thông báo rằng Zanzibar đã ghi nhận trường hợp thứ hai.
Vào ngày 26 tháng 3, ca hồi phục COVID đầu tiên đã được công bố, là bệnh nhân đầu tiên.
Vào ngày 28 tháng 3, 1 trường hợp thứ ba đã được ghi nhận ở Zanzibar.
Vào ngày 30 tháng 3, có thêm 5 trường hợp được ghi nhận, trong đó có 2 trường hợp ở Zanzibar và 3 trường hợp ở đại lục Tanzania, nâng tổng số ca lên 19.
Vào ngày 31 tháng 3, trường hợp tử vong do COVID đầu tiên được ghi nhận ở Dar es Salaam.

### Tháng 4 năm 2020
Vào ngày 1 tháng 4, 1 trường hợp mới và 1 trường hợp phục hồi ở Dar es Salaam đã được công bố, nâng tổng số ca lên 20, 2 trường hợp hồi phục và 1 trường hợp tử vong.
Vào ngày 3 tháng 4, ca hồi phục thứ 3 ở Kagera đã được công bố, nâng số trường hợp cách ly lên 16.
Vào ngày 5 tháng 4, 2 trường hợp mắc mới đã được báo cáo ở Zanzibar.
Vào ngày 6 tháng 4, thêm 2 trường hợp mới đã được báo cáo ở Dar es Salaam và Mwanza, nâng tổng số lên 24.
Vào ngày 7 tháng 4, 2 trường hợp khác phục hồi, nâng tổng số ca hồi phục lên con số 5.
Vào ngày 8 tháng 4, 1 trường hợp mới đã được ghi nhận. Tổng thống John Magufuli kêu gọi các tín đồ đi cầu nguyện trong các nhà thờ và nhà thờ Hồi giáo với niềm tin rằng điều đó sẽ bảo vệ họ. Ông nói rằng virus corona là ma quỷ, do đó "không thể tồn tại trong cơ thể của Chúa Giêsu Kitô, nó sẽ bị đốt cháy".
Vào ngày 10 tháng 4, người ta thông báo rằng có 5 ca mới ở đại lục, 2 trường hợp mới ở Zanzibar và 2 trường hợp tử vong tại đại lục, nâng tổng số lên 32 ca và số ca tử vong cộng dồn lên 3 trường hợp.
Vào ngày 12 tháng 4, tất cả các chuyến bay chở khách quốc tế đã bị đình chỉ.
Vào ngày 13 tháng 4, người ta thông báo rằng có 14 ca mới tại đại lục và 3 trường hợp mới ở Zanzibar. Ngoài ra, hai ca hồi phục ở Zanzibar đã được công bố.
Vào ngày 14 tháng 4, Thủ tướng Chính phủ đã công bố thêm 4 trường hợp ở Dar es Salaam, nâng tổng số ca lên 53.
Vào ngày 15 tháng 4, Bộ trưởng Y tế Zanzibar, Hamad Rashid Mohammed, đã báo cáo thêm 6 trường hợp, 2 trường hợp hồi phục và trường hợp tử vong đầu tiên. Cùng ngày, tại đại lục ghi nhận 29 ca mắc mới, nâng tổng số ca ở Tanzania lên 88 với số ca hồi phục là 11 và số ca tử vong là 4.
Vào ngày 16 tháng 4, 6 người có kết quả xét nghiệm dương tính ở Zanzibar, nâng tổng số lên 94.
Vào ngày 17 tháng 4, 53 người có kết quả xét nghiệm dương tính, 38 người ở Dar es Salaam, 10 người ở Zanzibar, 1 người ở Mwanza, 1 người ở Pwani, 1 người ở Lindi và 1 người ở Kagera, nâng tổng số lên 147 và số ca tử vong nâng lên 5 người.
Vào ngày 19 tháng 4, 23 trường hợp mới đã được báo cáo ở Zanzibar, cùng 2 người qua đời.
Vào ngày 20 tháng 4, có thêm 87 người được báo cáo là bị nhiễm virus, trong đó có 16 người từ Zanzibar. Ngoài ra, 3 trường hợp tử vong mới tại đại lục được báo cáo, nâng số ca tủ vong ở Tanzania lên 10 người.
Vào ngày 22 tháng 4, Thủ tướng Chính phủ thông báo số trường hợp đã tăng lên 284, với 11 người được phục hồi và số người không qua khỏi là 10 người.
Vào ngày 24 tháng 4, thêm 37 bệnh nhân đã khỏi bệnh, trong khi 15 người khác bị nhiễm bệnh ở Zanzibar.
Vào ngày 28 tháng 4, 7 bệnh nhân ở Zanzibar có kết quả xét nghiệm dương tính.
Vào ngày 29 tháng 4, thêm 196 người bị nhiễm, nâng tổng số lên 480 người, trong đó 167 người đã khỏi bệnh và 16 người tử vong.

### Tháng 5 năm 2020
Vào ngày 2 tháng 5, lãnh đạo phe đối lập Freeman Mbowe đã kêu gọi đình chỉ Quốc hội trong ít nhất ba tuần sau cái chết của ba nghị sĩ (Gertrude Rwakatare, Richard Ndassa và Augustine Mahiga) không rõ nguyên nhân 11 ngày trước. Ông đổ lỗi do COVID-19 gây ra và yêu cầu xét nghiệm đối với tất cả các nghị sĩ, nhân viên quốc hội và thành viên gia đình.
Vào ngày 4 tháng 5, Tổng thống John Magufuli đã đình chỉ người đứng đầu phòng xét nghiệm tại phòng thí nghiệm y tế quốc gia của Tanzania và sa thải giám đốc phòng sau khi phòng thí nghiệm bị cáo buộc trả lại kết quả xét nghiệm dương tính giả. Magufuli cho biết ông đã cố tình gửi các mẫu sinh học từ đu đủ, chim cút và dê để kiểm tra độ chính xác của phòng thí nghiệm; phòng thí nghiệm chẩn đoán những mẫu này là dương tính với virus corona.
Vào ngày 7 tháng 5, tại Zanzibar, tổng số ca bệnh được ghi nhận là 134, số ca hồi phục là 16 và số ca tử vong là 5. Trong số những ca trên, 41 ca được chữa trị cơ sở y tế và 72 được chăm sóc và theo dõi tại nhà.
Đại sứ quán Hoa Kỳ tại Tanzania đã đưa ra cảnh báo vào ngày 13 tháng 5 rằng nguy cơ nhiễm COVID-19 ở Dar es Salaam là cực kỳ cao. Họ tin rằng các ca bệnh đang gia tăng với tốc độ cấp số nhân ở Dar es Salaam và những nơi khác cùng với việc công suất bệnh viện dự kiến sẽ không đủ. Đài truyền hình tư nhân địa phương Kwanza Online TV sau đó đã bị cơ quan quản lý ngừng phát sóng trong 11 tháng vì đã đăng cảnh báo của đại sứ quán trên tài khoản Instagram của mình.
Các nhà chức trách Tanzania đã ngừng báo cáo số ca bệnh mới vào tháng Năm. Khi ngừng báo cáo, số trường hợp được xác nhận là 509, số bệnh nhân hồi phục là 183 và 21 bệnh nhân đã tử vong.
Một số tài xế xe tải có kết quả xét nghiệm dương tính tại biên giới Kenya và Kenya đã đóng cửa biên giới để không chở hàng hóa qua. Hai nước đồng ý cung cấp cơ sở vật chất và xét nghiệm cho các lái xe tải.
Vào ngày 21 tháng 5, Tổng thống thông báo rằng các trường cao đẳng sẽ mở cửa trở lại và 6 trường trung học mở lại từ ngày 1 tháng 6, các môn thể thao sẽ tiếp tục từ ngày 1 tháng 6 và các chuyến bay quốc tế sẽ tiếp tục, không có bất kỳ kiểm dịch nào từ ngày 27 tháng 5.
Các nhà hoạt động đối lập cáo buộc chính phủ che đậy quy mô thực sự của đại dịch và tuyên bố rằng trong khi số liệu thống kê chính thức không cập nhật từ khi 509 trường hợp và 21 trường hợp tử vong trở lên, không có kết quả kiểm tra nào được báo cáo kể từ ngày 4 tháng 5, họ cho rằng ít nhất 412 người đã chết ở riêng Dar es Salaam và 16.000 đến 20.000 người đã bị nhiễm bệnh trên toàn quốc.
Việc thiếu dữ liệu chính thức về xét nghiệm, phục hồi, các trường hợp mắc bệnh và tử vong đã tạo ra mối quan tâm từ các nhà dịch tễ học và các nhà lập mô hình để ước tính mức độ nhiễm COVID-19 thực sự ở Tanzania. Pearson và các cộng sự ước tính rằng Tanzania đạt 1000 bệnh nhân nhiễm bệnh vào một thời điểm nào đó từ ngày 6 tháng 4 đến ngày 2 tháng 5 năm 2020 và 10.000 trường hợp là F1, F2 không trước ngày 20 tháng 4 và không muộn hơn ngày 26 tháng 5 năm 2020. Kết quả mô hình được công bố bởi Trung tâm MRC về Phân tích Bệnh Truyền nhiễm Toàn cầu tại Đại học Hoàng gia Luân Đôn cho thấy rằng số ca nhiễm thực sự ở Tanzania từ ngày 29 tháng 4 đến ngày 26 tháng 5 năm 2020 là 24.869. Pearson và cộng sự tính toán rằng sau ba tháng không có biện pháp giảm thiểu nào được thực hiện, Tanzania sẽ có từ 5.900 đến 19 triệu trường hợp có triệu chứng và thêm hơn 16.000 trường hợp tử vong do COVID-19.

### Tháng 6 năm 2020

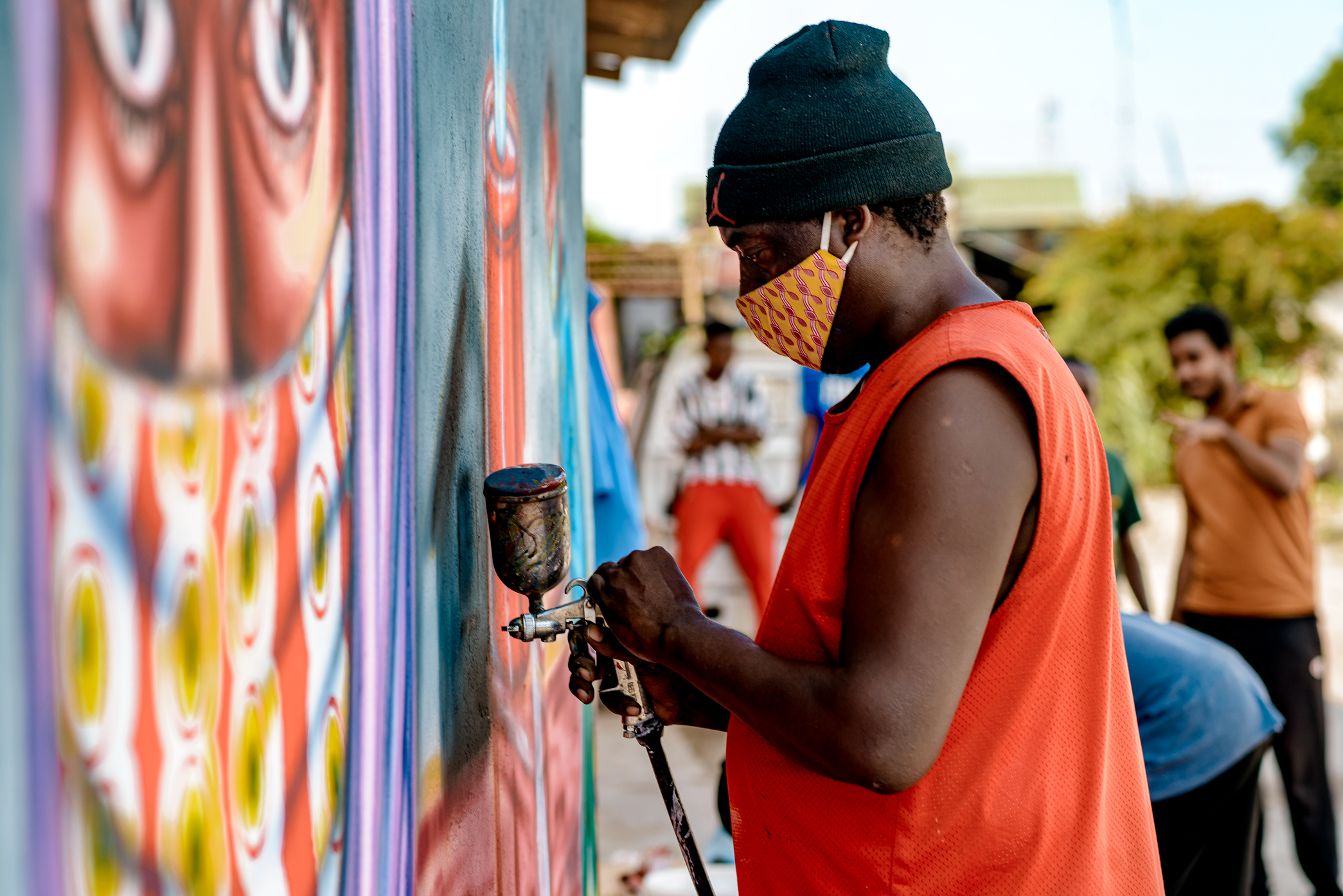
Nghệ sĩ địa phương vẽ tranh tường giúp người dân nhận thức về corona (tháng 6 năm 2020).

Vào ngày 8 tháng 6, Tổng thống Magufuli tuyên bố Tanzania không có virus coronavirus mà ông cho là nhờ những lời cầu nguyện của người dân. Có báo cáo rằng một số trung tâm xét nghiệm COVID-19 đã đóng cửa sau thông báo và các bệnh nhân có biểu hiện triệu chứng đã bị từ chối xét nghiệm do Tanzania không có vi rút.
Vào ngày 16 tháng 6, tổng thống thông báo rằng các trường học ở tất cả các cấp sẽ mở cửa trở lại vào ngày 29 tháng 6.

### Tháng 7 năm 2020
Vào tháng 7, chính phủ đã thông qua và công bố luật bổ sung mới việc bắt buộc đăng ký đối với các blogger, diễn đàn thảo luận trực tuyến, phát thanh viên trên đài phát thanh và truyền hình, cũng như hình sự hóa việc xuất bản "thông tin liên quan đến sự bùng phát của một căn bệnh chết người hoặc truyền nhiễm trong nước hoặc ở nơi khác mà không có sự chấp thuận của các cơ quan có thẩm quyền tương ứng".

### Tháng 8 năm 2020
Vào ngày 6 tháng 8, John Nkengasong của CDC châu Phi bày tỏ lo ngại về việc thiếu dữ liệu từ Tanzania và tác động bất lợi đối với việc phát triển và thực hiện chiến lược toàn Châu Phi.
Vào tháng 8, chính phủ đã thông qua và công bố luật phụ mới cấm tất cả các phương tiện truyền thông địa phương phát nội dung nước ngoài mà không có sự cho phép trước của chính phủ, bao gồm cả nội dung liên quan đến COVID-19 ở Tanzania.

### Tháng 12 năm 2020
Vào tháng 12, có báo cáo rằng một số bệnh nhân tại các bệnh viện Aga Khan, Shree Hindu Mandal và Rabininsia Memorial ở Dar es Salaam đến khám với các triệu chứng của virus corona và sau đó kết quả cho dương tính với COVID-19. Hơn nữa, một số đám tang diễn ra bí mật vào ban đêm và nguyên nhân cái chết của cựu tổng thống Benjamin Mkapa không phải là cơn đau tim như đã tuyên bố chính thức, mà là do COVID-19.

### Tháng 1 năm 2021
Vào tuần đầu tiên của năm 2021, một cư dân Đan Mạch trở về từ Tanzania đã có kết quả xét nghiệm dương tính với biến thể B.1.1.7 của COVID-19. Viện Huyết thanh của Đan Mạch lưu ý rằng không thể cho biết người bị nhiễm đã nhiễm vi rút ở đâu. Thêm 2 cư dân Đan Mạch trở về từ Tanzania đã có kết quả dương tính với biến thể 501.V2 vào ngày 19 tháng 1.
Vào ngày 19 tháng 1, Trường Quốc tế Moshi thông báo rằng một trong các học sinh của trường đã có kết quả xét nghiệm dương tính với COVID-19 và đang cách ly, trong khi lớp học sẽ được dạy trực tuyến cho đến ngày 1 tháng 2. Hai ngày sau, nhà trường đã đưa ra lời xin lỗi vì đã đưa ra thông tin sai lệch và tuyên bố rằng các hoạt động của trường vẫn chưa bị tạm dừng.
Vào ngày 26 tháng 1, Chủ tịch Hội đồng Giám mục Tanzania, Đức Tổng Giám mục Nyaisonga trong một bức thư gửi tới các tổng giám mục, giám mục và giám mục đã nghỉ hưu đã cảnh báo về một "làn sóng nhiễm virus corona mới".
Vào ngày 27 tháng 1, Tổng thống John Magufuli bày tỏ nghi ngờ về vắc-xin COVID-19 trong một bài phát biểu tại Chato, vùng Geita. "Nếu người da trắng có thể tiêm phòng thì việc tiêm chủng AIDS sẽ được tiến hành theo, bệnh lao sẽ là dĩ vãng, vắc-xin phòng bệnh sốt rét và ung thư đã được tìm thấy", ông tuyên bố. Bài phát biểu của ông đã bị phản đối bởi giám đốc WHO khu vực Matshidiso Moeti, người đã thúc giục Tanzania tăng cường các biện pháp y tế công cộng và tiêm chủng. Magufuli cũng từ chối các biện pháp phong tỏa đất nước, ông nói trong một bài phát biểu trên truyền hình rằng "Tôi không mong đợi thông báo bất kỳ đợt phong tỏa nào vì Chúa hằng sống sẽ bảo vệ chúng ta. Chúng tôi sẽ tiếp tục thực hiện các biện pháp phòng ngừa sức khỏe khác, bao gồm cả liệu pháp xông hơi."
Vào ngày 31 tháng 1, Liên minh vì Thay đổi và Minh bạch thông báo rằng chủ tịch và Phó chủ tịch thứ nhất của Zanzibar, Seif Sharif Hamad cùng với vợ và một số phụ tá của ông đã nhiễm COVID-19 và đã ở trong bệnh viện. Sau đó ông đã chết khi đang điều trị.

### Tháng 2 năm 2021
Vào ngày 1 tháng 2, Bộ trưởng Y tế Dorothy Gwajima cho biết Tanzania không quan tâm đến việc tham gia chương trình tiêm chủng, mặc dù WHO đã khuyến khích làm như vậy. Thay vào đó, bà nhắc lại các biện pháp vệ sinh được đề xuất của chính phủ, bao gồm uống nhiều nước và dùng các loại thảo mộc địa phương.
Vào ngày 10 tháng 2, Hoa Kỳ cảnh báo rằng các cơ sở y tế của Tanzania có nguy cơ bị quá tải sau khi số ca bệnh tăng mạnh trong tháng Giêng.
Vào ngày 11 tháng 2, Nghị sĩ Zacharia Issaay bày tỏ lo ngại về số lượng người chết do viêm phổi và các bệnh hô hấp khác ở khu vực bầu cử Mbulu Urban của ông.
Vào ngày 12 tháng 2, có thông tin cho rằng các bệnh viện lớn ở Dar es Salaam ngập trong tình trạng bệnh nhân mắc các triệu chứng COVID-19. Các đơn vị chăm sóc đặc biệt tại các bệnh viện này đã kín chỗ và thiếu giường, oxy và máy thở.
Vào ngày 15 tháng 2, Hiệp hội Y khoa Tanzania đã đưa ra một tuyên bố liên kết sự gia tăng số ca tử vong do bệnh đường hô hấp với sự bùng phát liên tục của các bệnh khác nhau bao gồm COVID-19. Tuyên bố cũng kêu gọi các nhà y tế giáo dục bệnh nhân và kêu gọi người dân đến các cơ sở chăm sóc sức khỏe ngay khi họ gặp các triệu chứng.
Vào ngày 15 tháng 2, Bộ trưởng Bộ Y tế Oman cho biết 18% du khách đến từ Tanzania có kết quả xét nghiệm dương tính với COVID-19, một con số mà ông mô tả là "rất cao". Ông cũng nói rằng Oman đang cân nhắc việc dừng các chuyến bay từ Tanzania.
Vào ngày 17 tháng 2, Seif Sharif Hamad, 77 tuổi, Phó chủ tịch Zanzibar đã chết vì viêm phổi cấp tính liên quan đến COVID-19. Một phụ tá hàng đầu của Tổng thống Magufuli, Chánh văn phòng John Kijazi và thư ký thứ ba của Namibia về Tanzania Selina Tjihero cũng qua đời trong cùng tuần. Các nguồn tin thân cận sau vụ việc này cho biết họ đã nhiễm COVID-19.
Vào ngày 18 tháng 2, đoàn luật sư của Tanzania đại lục, Tanganyika Law Society đã đưa ra một tuyên bố kêu gọi chính phủ thừa nhận sự hiện diện của virus corona trong nước.
Vào ngày 20 tháng 2, Tổng giám đốc WHO Tedros Adhanom đã kêu gọi Tanzania bắt đầu báo cáo các trường hợp COVID-19, chia sẻ dữ liệu, thực hiện các biện pháp y tế công cộng đã được thử nghiệm và xét nghiệm, cùng với đó chuẩn bị cho việc tiêm chủng.
Vào ngày 21 tháng 2, Tổng thống Magufuli kêu gọi người dân Tanzania thực hiện các biện pháp phòng ngừa chống lại sự lây lan của virus corona trong nước. Bộ Y tế cho rằng mọi người nên thực hiện các biện pháp phòng ngừa bao gồm rửa tay, ăn uống lành mạnh, tập thể dục, bảo vệ người cao tuổi và đeo khẩu trang.
Vào ngày 23 tháng 2, Bộ Y tế Cộng hòa Séc đã thông báo rằng ba du khách Séc trở về từ Zanzibar đã có kết quả xét nghiệm dương tính với COVID-19 do nghi ngờ sự hiện diện của biến thể 501.V2.

### Tháng 3 năm 2021
Vào ngày 3 tháng 3, Tổng thư ký Hội đồng Giám mục Tanzania cho biết trong khoảng thời gian hai tháng, hơn 25 linh mục và 60 nữ tu đã chết vì nhiều nguyên nhân khác nhau, bao gồm cả về vấn đề hô hấp.
Vào ngày 10 tháng 3, một tờ báo Kenya đưa tin rằng một nhà lãnh đạo châu Phi đang được điều trị COVID-19 tại một bệnh viện Nairobi, dẫn đến suy đoán đó có thể là Tổng thống Magufuli, người đã không được xuất hiện trước công chúng kể từ tháng Hai..
Vào ngày 11 tháng 3, Giám đốc khu vực của WHO, ông Matshidiso Moeti, đã ca ngợi Tanzania về hành động được thực hiện vào ngày 21 tháng 2 nhưng kêu gọi tuân thủ các quy trình xét nghiệm COVID-19 do WHO khuyến nghị, quay trở lại sự minh bạch và chia sẻ dữ liệu cũng như triển khai vắc xin.
Vào ngày 17 tháng 3, Phó Tổng thống Samia Suluhu Hassan thông báo rằng Tổng thống Magufuli đã qua đời vì biến chứng tim. Các chính trị gia đối lập tuyên bố ông đã nhiễm COVID-19.

### Tháng 4 năm 2021
Vào ngày 1 tháng 4, John Nkengasong, người đứng đầu cơ quan y tế châu Phi CDC châu Phi, cho biết rằng một biến thể mới với khoảng 40 đột biến đã được tìm thấy ở Angola trong số những người đi du lịch từ Tanzania.
Tổng thống Samia Suluhu Hassan vào ngày 6 tháng 4 đã báo hiệu sự thay đổi trong cách tiếp cận so với người tiền nhiệm, đề xuất đánh giá phản ứng của Tanzania đối với COVID-19, một cách tiếp cận dựa trên cơ sở khoa học hơn và quay trở lại việc xuất bản dữ liệu thường xuyên..
Vào ngày 8 tháng 4, ChangeTanzania đã xuất bản một báo cáo tạm thời từ một cuộc khảo sát trực tuyến được thực hiện vào tháng 2 và tháng 3 năm 2021. Kết quả cho thấy số ca tử vong và ca bệnh tăng từ cuối tháng 12, tồi tệ hơn vào tháng 1 và tháng 2.

### Tháng 5 năm 2021
Ủy ban đánh giá do Tổng thống Samia Suluhu Hassan đề xuất vào ngày 6 tháng 4 đã đưa ra đánh giá và khuyến nghị của mình vào ngày 17 tháng 5. Theo đánh giá, Tanzania đã trải qua hai làn sống COVID-19 và có nguy cơ sẽ trải qua làn sóng thứ ba. Ủy ban khuyến nghị tiếp tục báo cáo thường xuyên các trường hợp cho Tổ chức Y tế Thế giới và nộp các tài liệu cần thiết để tham gia COVAX.